# Њутон Фолс (Охајо)
Њутон Фолс (енгл. Newton Falls) град је у америчкој савезној држави Охајо.

## Демографија
По попису из 2010. године број становника је 4.795, што је 207 (-4,1%) становника мање него 2000. године.
| Група             | 2000.         | 2010.         |
| Белци             | 4.881 (97,6%) | 4.638 (96,7%) |
| Афроамериканци    | 19 (0,4%)     | 40 (0,8%)     |
| Азијати           | 3 (0,1%)      | 6 (0,1%)      |
| Хиспаноамериканци | 32 (0,6%)     | 54 (1,1%)     |
| Укупно            | 5.002         | 4.795         |